# Sheshtomad
Sheshtomad (persiska: ششتمد) är en ort i Iran.   Den ligger i provinsen Khorasan, i den nordöstra delen av landet, 600 km öster om huvudstaden Teheran. Sheshtomad ligger 1 357 meter över havet och antalet invånare är 2 246.
Terrängen runt Sheshtomad är kuperad åt sydväst, men åt nordost är den platt.Runt Sheshtomad är det ganska glesbefolkat, med 29 invånare per kvadratkilometer. Sheshtomad är det största samhället i trakten. Omgivningarna runt Sheshtomad är i huvudsak ett öppet busklandskap.